# スターダスト/宿り星
「スターダスト/宿り星」（スターダスト/やどりぼし）は、2016年9月21日にavex traxから発売された、日本の音楽ユニット・イトヲカシの1作目のシングル。

## 概要
- イトヲカシ初のシングル。
- 本作がメジャーデビューシングルであり、avex traxからの初のCDリリースである[3]。

## チャート成績
- オリコン2017年2月20日付の週間ランキングで最高14位を記録[4]。

## 演奏
- 伊東歌詞太郎：Vocal, Acoustic Guitar
- 宮田“レフティ”リョウ：Bass, Keyboards, Chorus
- 柴田佳則：Electric Guitar, Acoustic Guitar (#1.2)
- ICCHAN：Drums (#1.2)
- 北村真奈美：Piano (#1)
- MIZ、銘苅麻野：Violin (#2)
- 角谷奈緒子：Viola (#2)
- 吉良都：Cello (#2)

## 収録曲
全作詞・作曲・編曲：イトヲカシ
1. スターダスト
2. 宿り星
3. スターダスト(Instrumental)
4. 宿り星(Instrumental)

## タイアップ
- 広島FM「大窪シゲキの9ジラジ」9月度エンディングテーマ(#1)
- AbemaTV『芸能(秘)チャンネル』9月度エンディングテーマ(#1)
- STVラジオ「Pop'n Rollにズキューン」9月度エンディングテーマ(#1)
- テレビ北海道『スイッチン!』9月度エンディングテーマ(#1)
- テレビ金沢『マル得配便DX』9月度エンディングテーマ(#1)
- テレビ東京系アニメ『双星の陰陽師』エンディングテーマ(#2)[5]